# Actina spatulata
Actina spatulata är en tvåvingeart som beskrevs av Yang 1992. Actina spatulata ingår i släktet Actina och familjen vapenflugor. Inga underarter finns listade i Catalogue of Life.